# Luis Scafati
Luis Scafati (24 de noviembre de 1947, Mendoza, Argentina) es un dibujante, ilustrador y escultor argentino.

## Biografía
Luis Scafati nació en la ciudad de Mendoza, República Argentina, el 24 de noviembre de 1947. Es el mayor de cuatro hermanos.
Comenzó a dibujar en la niñez, guiado por su padre, Hipólito Scafati, quien tenía facilidad para el dibujo. Él le proveyó los materiales básicos, papeles y una lapicera fuente, además de comprarle semanalmente revistas como Patoruzito y Billiken. Las historietas fueron entonces su principal estímulo y aprendizaje. Scafati pasa muchas horas de su niñez dibujando sus propias revistas, que compartía esporádicamente con alguno de sus amigos. Con uno de ellos, Oscar Migliaro, publican una revista de historietas "impresas a mimeógrafo o planograf".La empresa funde inmediatamente. A ese respecto, Scafati dirá más tarde: «Yo pasé por el cómic como un relámpago, casi. A pesar de que parte de mi vida la dediqué a la historieta. Entré a Bellas Artes, accidentalmente, pero mi intención era hacer historietas. (...) hice muy poca historieta, porque descubrí que se podían decir muchas más cosas con el humor".
En su adolescencia realizó un curso de dibujo por correspondencia en la famosa Escuela Panamericana del Arte. En el colegio secundario se destacó como un pésimo alumno, repitiendo algún año y llevándose materias; su único interés era el dibujo. «Por entonces creía que mi futuro estaba en la psicología, aunque lo único que hacía era dibujar. Amaba el invierno y era una buena excusa para encerrarme a dibujar todo el día. Era un chico taciturno, con lentes y demasiado flaco, con una timidez espantosa que no me dejaba hilvanar tres palabras.» 
Mientras hacia su servicio militar, estudió en el turno noche de la escuela de Bellas Artes, donde establece su primer contacto con el arte. Su maestro, Dardo Retamoza, artista pintor que lo incentivó en su interés por la pintura y la literatura, fue determinante en la decisión de seguir esa carrera. 
Al ingresar a la Escuela Superior de Bellas Artes
Sus más destacados profesores en la facultad de Arte fueron Beatriz Capra, Luis Quesada, Luis Comadrán, Ángel Oliveros, Edgardo Robert y Zdravko Duchmelic. Es allí donde conoce a Marta Vicente, que será el amor de su vida y con quien tendrá tres hijos: Matias, médico, Florencia, artista plástica, y Leonardo, músico.
Son muchas las intervenciones, exposiciones colectivas y personales que por entonces realiza. Son años fecundos: el hipismo, los Beatles, el Che, Mafalda, Julio Cortazar, Francis Bacon, Federico Fellini, Leonardo Favio eran hitos ineludibles que dejaron su marca en la obra de Scafati.
La actividad en el centro de estudiantes, y su intervención en un grupo de gráfica que provee de afiches a todo el centro universitario, son sus principales actividades en esos años. También por esos días publica sus dibujos de humor en revistas humorísticas como Hortensia, Mengano, El Ratón de occidente, Pitos y Flautas y La cebra a lunares. En el año 1976, durante la dictadura de Videla, es expulsado de la Facultad de Artes, junto a un grupo de compañeros, por inciertos e infundamentados cargos.
En 1977, se radica junto a su familia en Buenos Aires, instalándose en el barrio de Caballito. Allí entra como ayudante en el taller del reconocido artista gráfico Roberto Páez. «Roberto era un filósofo visual, tenía el don de la observación, sabía ver en todos los sentidos. Cuando yo entraba en su taller, entraba en otro mundo, abigarrado de juguetes antiguos, muñecas destripadas, raros objetos que encontraba en la calle y los colgaba en la pared como un trofeo, para algún día usarlos de modelo, podía ser una pierna ortopédica, una jaula aplastada, un sillón desfondado.»Asiste también al taller de Aída Carballo interesándose en el aguafuerte.
Scafati comienza a publicar en diversos medios, ajustando su estilo de dibujo y llevándolo hacia la gráfica. En revistas como Tía Vicenta y Humor registrado encuentra un generoso espacio para sus trabajos, que firma con el seudónimo Fati.
Scafati experimenta con el dibujo en diversas variantes, el humor gráfico y el comic tiñen su imagen, desarrollando un estilo ecléctico donde confluyen diversas escuelas y técnicas (tinta, lápiz, carbón, acuarela, témpera, pastel, transfer). Su intensa actividad a finales de los años setenta y comienzo de los ochenta se ve coronada por la obtención de Gran Premio de Honor en el Salón Nacional de Dibujo 1981.
Apasionado por los libros y la literatura en particular, Scafati a ilustrado gran cantidad de novelas, y entre ellas, La metamorfósis de Franz Kafka. Publicado inicialmente en Argentina en 1997 por las Ediciones de la Urraca, con traducción y prólogo de César Aira, el libro conocerá luego numerosas ediciones en España, Inglaterra, República Checa o Corea del Sur.En esos años realizará también una novela gráfica a partir del libro La ciudad ausente, de Ricardo Piglia.
«Algunos creen que ilustrar es transferir un texto (...) a una imagen. O sea que la función del ilustrador se reduce a traducir todo lo que dice quien escribe. Craso error, aunque esta concepción simplista está en el credo de muchos. Yo creo que quien ilustra amplifica el texto, le da otra perspectiva desde un lenguaje totalmente diferente.»
Sobre la supuesta diferencia entre arte e ilustración, Scafati declara en 1998 al periodista Fernando Toledo, del diario Uno (Mendoza): «Yo me siento artista plástico…e ilustrador. No le tengo miedo a esa palabra. Porque trabajo con los materiales del arte plástico: manchas, líneas, curvas, colores. Elegí el dibujo como medio. Pero que ese dibujo esté en un libro, en un diario, o en un cuadro, es casi ajeno a mí. Yo amo los libros y probablemente ésa sea la razón de que le haya dado tanta pelota a ese tema de mostrar y multiplicar mi trabajo, como en algún momento Durero multiplicaba sus dibujos con los grabados. El offset, hoy, es una manera de grabar.»
En 2006 escribe y dibuja una versión de Drácula editada por Libros del Zorro Rojo. También publicada en Brasil, Reino Unido y Checoslovaquia.
Son numerosas las exposiciones que realiza en salas y museos de Buenos Aires como de otros países: Uruguay, Chile, Cuba, España, Alemania, Inglaterra, y Japón. Indagando en diversos canales artísticos, en los años noventa incursiona en la escultura, realizando tallas en madera policromada. Años después amplia este encuentro con el volumen a través de la cerámica, asesorado por su hija, Florencia Scafati.
Vive y trabaja en Buenos Aires, junto a Marta Vicente, destacada artista plástica, aunque parte de su tiempo transcurre en Vistalba, un lugar cercano a la cordillera de los Andes. En la película "Scafati. Palabra pintada" (2024), de Silvana Díaz Coppoletta, "Luis recorre, dentro de su estudio, su obra y su vida en primera persona, pero también en un “nosotros” construido a pesar de los obstáculos, la persecución, el exilio, el sistema cultural."

## Publicaciones
Desde muy joven (comenzó a publicar a los 17 años y firmaba Fati) publicó sus dibujos en medios periodísticos nacionales y extranjeros como las revistas Humor, Tía Vicenta, Hortensia, Fierro, Noticias, El Periodista, Péndulo, Playboy, Luna, Mengano, Boca de Sapo y La cebra a lunares; y los diarios Página 12, Sur, ADN el suplemento cultural de La Nación y El País de Uruguay, entre otros.
Sus trabajos han sido publicados en Argentina, Corea, España, Francia, República Checa, Inglaterra, Grecia, Italia, Brasil y México.

## Exposiciones y premios
Expone sus dibujos, pinturas y esculturas en galerías de arte y museos nacionales y extranjeros.
Sus obras han sido expuestas en Barcelona, Frankfurt, Tours (Francia),Reino Unido, Japón y Madrid e integra las colecciones de importantes museos, entre ellos, el Museo Sívori, el Museo Nacional de Bellas Artes y el Museo de Arte Contemporáneo de Argentina; la House of Humour and Satire de Bulgaria; la Collection of Cartoon de Suiza y la Universidad de Essex en Inglaterra.
En 1981 obtuvo el Gran Premio de Honor en el Salón Nacional de Dibujo, la mayor distinción que puede otorgarse a un dibujante en Argentina.
En 2003 realizó un mural en el Teatro Independencia de la ciudad de Mendoza, donde ese mismo año es nombrado Ciudadano ilustre. 
En 2012 recibió el Premio Konex - Diploma al Mérito como uno de los 5 mejores ilustradores de la década en Argentina.
En 2012 es nombrado Doctor Honoris Causa de la Facultad de Artes y Diseño de la Universidad Nacional de Cuyo.
- Datos: Q5984328
- Multimedia: Luis Scafati / Q5984328